# Friedrichshafen

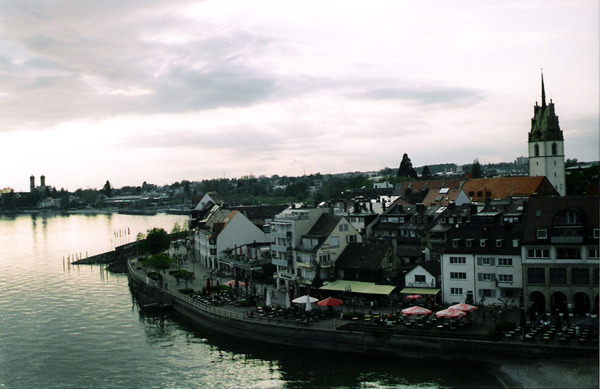
Veduta panoramica

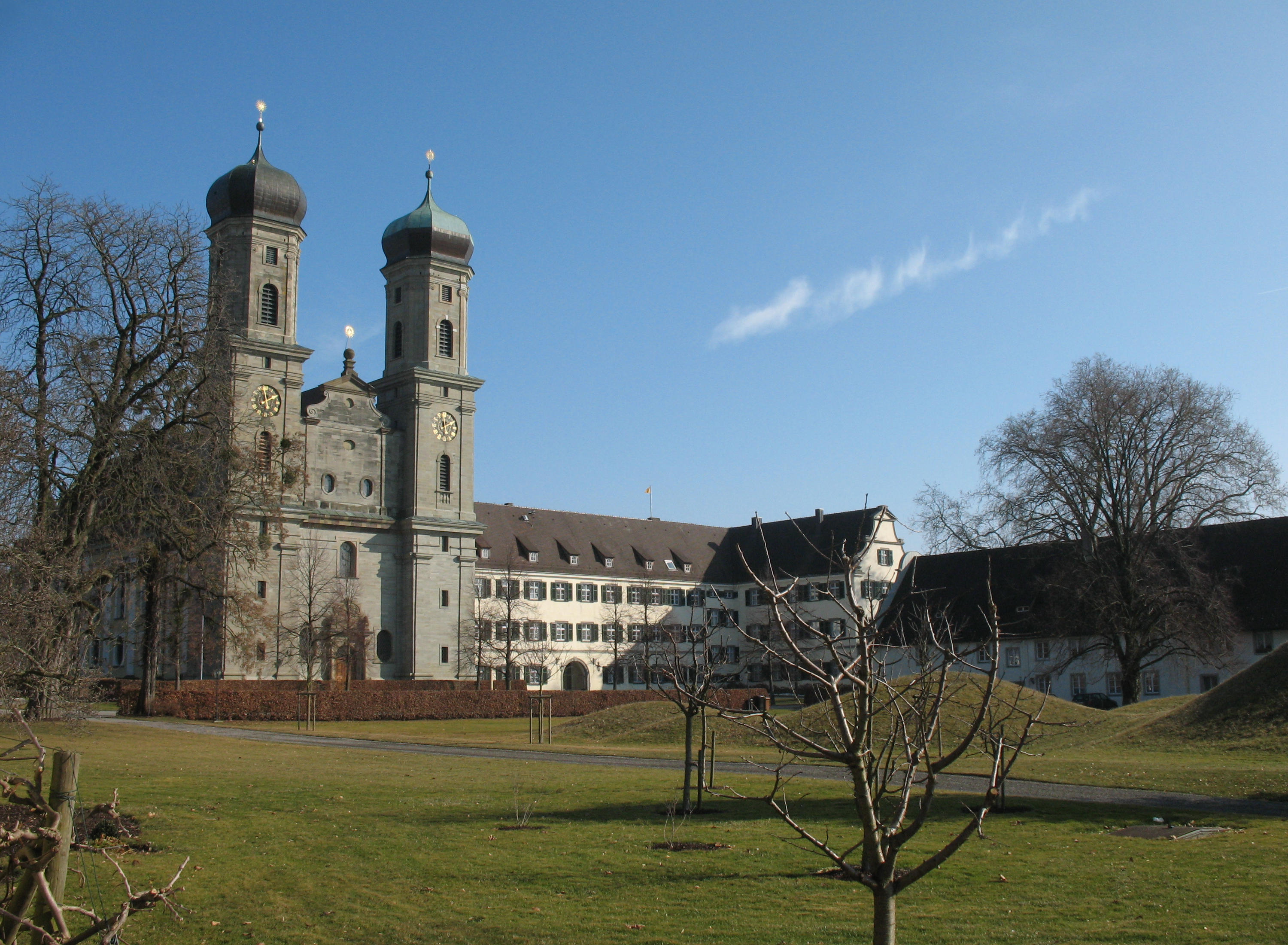
Chiesa del castello

Friedrichshafen (pronuncia IPA: [ˈfriːdrɪçshaːfən] o [frɪdrɪçsˈhaːfən], in alemanno Hafe) è una città di medie dimensioni (Mittelstadt) sulla sponda nord del lago di Costanza (Bodensee), nella Germania meridionale, vicino al confine con Svizzera e Austria. È il capoluogo (Kreisstadt) e la più grande città del circondario del Lago di Costanza (nel Bundesland del Baden-Württemberg) e la seconda più grande città sul lago di Costanza dopo la città di Costanza. Insieme a Ravensburg e Weingarten, Friedrichshafen costituisce uno dei 14 Oberzentrum del Baden-Württemberg. Dall'aprile 1956 Friedrichshafen è una grande città circondariale (Große Kreisstadt); dal settembre 2011 con la Zeppelin Universität è anche una città universitaria. La città fu creata nel 1811 dalla precedente città di Buchhorn e porta il nome di Federico I di Württemberg: Friedrichshafen significa letteralmente «porto (hafen) di (s) Federico (Friedrich)».

## Storia

### XIX secolo
Friedrichshafen è stata fondata nel 1811 come parte del nuovo Regno di Württemberg, alleato della Francia durante le guerre napoleoniche. Fu chiamata così perché il re Federico I di Württemberg ne aveva fatto un porto franco e punto di trasbordo per il commercio con la Svizzera. Friedrichshafen è stata creata dalla ex città di Buchhorn, dalla quale ha adottato lo stemma. La nuova città anche incorporato l'ex villaggio di Hofen, il cui monastero fu ristrutturato per servire come residenza estiva dei re di Württemberg.
Il re Guglielmo I ha continuato a migliorare la città, compreso l'acquisto del piroscafo Wilhelm. Ministri e alti funzionari costruirono delle ville intorno al castello reale, e molti turisti stranieri hanno visitato la città, come pure lo zar Alessandro II di Russia. Il primo tracciato delle Ferrovie Reali dello Stato del Württemberg (Königlich Württembergische Staats-Eisenbahnen) collegava il porto della città alla città di Ravensburg nel 1847. Heilbronn è stata collegata nel 1850 e un traghetto per Romanshorn (in Svizzera) ha iniziato ad operare nel 1869. Nonostante la loro precedente opposizione alla Prussia, sotto la struttura federale dell'Impero tedesco, Württemberg e Friedrichshafen hanno continuato a godere di alcuni privilegi speciali dopo la loro incorporazione nella Germania dopo la guerra franco-prussiana.

### Aviazione
Ferdinand von Zeppelin creò la sua famosa fabbrica di dirigibili, alla fine del XIX secolo. L'LZ 1 lungo 128 metri lasciò gli ormeggi il 2 luglio 1900. Altre compagnie d'aviazione, tra cui la Maybach-Motorenbau, sono sorte a Friedrichshafen per lavorare in questo settore industriale, che aveva ricevuto un importante impulso dalla prima guerra mondiale. Dopo il Trattato di Versailles del 1919, il Regno di Württemberg è stato sciolto, ma la famiglia reale deposta ha continuato nel possesso del loro castello a Friedrichshafen, nonostante la rivoluzione dei lavoratori nel novembre 1918.
Nel periodo successivo alla guerra, Maybach e molte altre compagnie aeree si sono rivolte verso la costruzione di automobili, mentre Claude Dornier acquistò la fallita Flugzeugbau Friedrichshafen di Theodor Kober e creò la Dornier-Werke. A causa delle disposizioni del Trattato di Versailles, molti degli aerei furono inizialmente prodotti in Italia, Spagna, Paesi Bassi o in Giappone, ma, dopo l'ascesa del regime nazista la produzione riprese a Friedrichshafen e nelle altre fabbriche tedesche. Nel 1937 il disastro dell'Hindenburg e un successivo embargo dell'elio statunitense verso la Germania, però, conclusero di fatto la produzione di dirigibili tedeschi. Tuttavia, nel 1993 dalla Luftschiffbau Zeppelin (LZ) – la società di produzione dei dirigibili Zeppelin – fu creata la Zeppelin Luftschifftechnik (ZLT); e nel 2001 è stata creata la Deutsche Zeppelin Reederei (DZR), una compagnia aerea commerciale, che ha iniziato il servizio passeggeri dall'aeroporto di Friedrichshafen. Nel 2012, 12 voli di linea erano programmati, con voli supplementari verso alcune città.
Attualmente, un salone aeronautico annuale sull'aviazione generale si tiene nel vicino centro congressi (Messe Friedrichshafen); il salone aeronautico AERO Friedrichshafen fu creato nel 1997 e si teneva ogni due anni, dal 2009 è diventato annuale e registra la presenza di più di 30 000 visitatori e 600 espositori.

### Seconda guerra mondiale
Friedrichshafen serviva ai nazisti come luogo di villeggiatura per i lavoratori. La presenza di Zeppelin, Maybach, Dornier e Zahnradfabrik, inoltre, ne faceva un importante centro industriale per la Germania durante la seconda guerra mondiale. Tra il 1942 e il 1945, queste fabbriche impiegavano centinaia di prigionieri dei campi di concentramento di Dachau e di Dora-Mittelbau. Questi furono inizialmente ospitati presso l'hangar di Zeppelin e poi, dopo la sua distruzione durante un raid, presso la fabbrica di V2 di Raderach. I prigionieri sono stati così utilizzati per scavare tunnel sotterranei vicino a Friedrichshafen, prevalentemente a Ueberlingen per proteggere i siti di produzione dai bombardamenti ripetuti.
Tra il giugno 1943 e il febbraio 1945 la città ha subito undici bombardamenti aerei alleati. Il più grave è avvenuto il 28 aprile 1944 e ha distrutto la maggior parte del centro storico. Circa i due terzi della città sono stati distrutti nel corso della guerra.

### Germania moderna
Dopo la seconda guerra mondiale, Friedrichshafen faceva parte della zona di occupazione francese prima della sua incorporazione nel Baden-Württemberg, Germania Ovest. L'industria aeronautica tedesca è stata nuovamente vietata per molti anni dopo la guerra, e le aziende fecero fallimento o spostarono la loro produzione. Il recupero principale della città risale alla sua istituzione come sede amministrativa del distretto di Bodenseekreis nel 1973.
Le ultime truppe francesi («Forces Françaises en Allemagne» (FFA)) – del 2e régiment d'hélicoptères de combat dell'ALAT – si ritirarono dalla loro guarnigione di Friedrichshafen («Quartier Durand de Villers») nel 1992.

## Cultura

### Musei
- Dornier Museum[11]
- Feuerwehrmuseum Ettenkirch
- Schulmuseum[12]
- Zeppelin Museum[13]

## Economia
Friedrichshafen è conosciuta soprattutto per aver ospitato la sede della fabbrica di dirigibili Zeppelin. Il conte Ferdinand von Zeppelin, che era nato a Costanza (Konstanz), inizialmente fece costruire le sue aeronavi su una piattaforma di assemblaggio galleggiante sul lago, che poteva essere allineata ai venti per favorire la difficoltosa procedura di partenza.
I visitatori possono apprendere ulteriori notizie sulla storia degli Zeppelin nel vasto Zeppelin museum, vicino alla riva del lago. Inoltre, negli ultimi anni, diversi piccoli Zeppelin sono stati costruiti usando tecnologie moderne (Zeppelin NT) e possono essere prenotati per gite panoramiche.
La costruzione di aeronavi, nel primo terzo del XX secolo, contribuì all'espansione delle attività industriali di supporto contribuendo in modo significativo alla relativa prosperità di Friedrichshafen. L'azienda aeronautica Dornier, attiva fino al 2002, cominciò la sua attività in un'officina a Seemooser Horn, sulle rive del lago, sviluppo ora ricordato grazie alla realizzazione del Dornier Museum. L'importanza della città per la presenza di queste industrie la espose anche a massicce incursioni aeree alleate, verso la fine della seconda guerra mondiale, che distrussero quasi completamente il centro storico.
Oltre a industria e turismo, diverse fiere stagionali, come Aero (tecnologia per l'aviazione), Eurobike (importante esposizione internazionale della bicicletta) e InterBoot (sport acquatici), sono importanti fattori economici. La fiera HAMRADIO
di giugno raccoglie appassionati Radioamatori da tutto il mondo. Inoltre, il centro culturale Graf-Zeppelin-Haus, è diventato un luogo popolare per congressi, conferenze e altri eventi.

## Infrastrutture e trasporti

### Marittimi
I traghetti della Bodensee-Schiffsbetriebe (Fährlinie Friedrichshafen–Romanshorn) collegano Friedrichshafen a Romanshorn (in Svizzera); la stessa società offre anche un servizio di trasporto costiero lungo la sponda nord del lago di Costanza, da Costanza a Bregenz. Con 3 catamarani – Fridolin, Constanze e Ferdinand – la Katamaran-Reederei Bodensee effettua la rotta Costanza-Friedrichshafen. Inoltre, sempre tramite battelli, da Friedrichshafen, nei mesi estivi, si possono raggiungere anche altre città sul lago di Costanza.

### Aerei
A 3 km a nord-est della città vi è l'aeroporto di Friedrichshafen (IATA: FDH, ICAO: EDNY; 560 000 passeggeri nel 2015). L'aeroporto è servito regolarmente da diverse compagnie aeree: Germania, VLM Airlines, British Airways, Turkish Airlines, Wizz Air, SunExpress, easyJet. Durante il periodo estivo, sono attivi inoltre numerosi voli charter.
In alternativa, si possono utilizzare gli aeroporti di Memmingen (a 90 km), Stoccarda (a 190 km), Monaco (a 230 km) o Zurigo (quest'ultimo in Svizzera, a 2 ore circa attraversando il lago in battello).

### Stradali
Friedrichshafen si trova sulla Bundesstraße 31 che va da Breisach am Rhein fino a Lindau (Bodensee), questa strada fa parte della strada europea E54 (che va da Parigi a Monaco di Baviera). Friedrichshafen è anche posta alla fine della Bundesstraße 30 che parte da Nuova Ulma, in passato c'era un progetto, poi abbandonato, per farla diventare Bundesautobahn 89. Dopo la trasformazione del centro storico di Friedrichshafen in una zona a traffico limitato sono stati creati quattro parcheggi (lago, centro storico, stazione ferroviaria e  Graf-Zeppelin-Haus).

### Ferroviari
A Friedrichshafen ci sono 2 stazioni ferroviarie principali (città e porto) e 6 altre fermate (tra cui aeroporto). Friedrichshafen si trova sulla linea ferroviaria – nord-sud – Ulma-Friedrichshafen (Bahnstrecke Ulm–Friedrichshafen, detta anche Südbahn o Württembergische Südbahn) e sulla ferrovia Radolfzell-Lindau – ovest-est – che unisce Radolfzell a Lindau costeggiando il lago di Costanza.

### Mobilità urbana
Dal 1990 è attiva la compagnia di autobus della città Stadtverkehr Friedrichshafen, che è stata ristrutturata nel 1999 e che dal 2004 da parte del Bodensee-Oberschwaben Verkehrsverbund (bodo). Oggi su questa rete sono attive regolarmente 18 linee di autobus diurne e 6 linee serali, le fermate più importanti sono il porto e la stazione della città. Sono attive due linee rapide: la MesseExpress (linea 17), una navetta che collega la stazione ferroviaria, il porto e la fiera (Messe), e la FlughafenExpress (linea 18), una navetta che collega la stazione ferroviaria, il porto e l'aeroporto (Flughafen). È attivo inoltre la sera il servizio taxi RiA-Ruftaxi.

## Amministrazione

### Gemellaggi
Friedrichshafen è gemellata con:
- Sarajevo, dal 1972
- Saint-Dié-des-Vosges, dal 1973
- Peoria (Illinois), dal 1976
- Delitzsch, dal 1990
- Polack, dal 1990
- Imperia, dal 2014